# 临床社会工作
临床社会工作（Clinical social work）是社会工作的一个分支。美国社会工作者协会将临床社会工作定义为“社会工作的一个专业实践领域，重点是对精神疾病、情绪和其他行为障碍的评估、诊断、治疗和预防。个人、团体和家庭治疗是其常见的治疗方式”。临床社会工作应用了来自人类生物学、社会科学和行为科学的社会工作理论和知识。